# Giovanni Sollima
Giovanni Sollima (Palermo, 24 ottobre 1962) è un compositore e violoncellista italiano.

## Biografia
Frequenta il conservatorio "V. Bellini" di Palermo e si diploma in Violoncello (con Giovanni Perriera) e in composizione (con il padre Eliodoro Sollima). Comincia subito una prestigiosa carriera musicale avendo l'onore di collaborare con personalità come Claudio Abbado, Giuseppe Sinopoli, Mario Gusella, Martha Argerich, Riccardo Muti, Yo-Yo Ma, Iván Fischer, Viktoria Mullova, Ruggero Raimondi, Yuri Bashmet, Katia e Marielle Labeque, Giovanni Antonini, Patti Smith, Stefano Bollani, Paolo Fresu e Antonio Albanese e con orchestre tra cui la Chicago Symphony Orchestra, Manchester Camerata, Liverpool Philharmonic (di cui è stato Artist in residence nel 2015), Royal Concertgebouw Orchestra, Berlin Konzerthausorchester, Australian Chamber Orchestra, Il Giardino Armonico, Cappella Neapolitana, Holland Baroque Society, Budapest Festival Orchestra.
La sua prima composizione di rilievo risale al 1993, quando scrive, assieme ad altri compositori, "Requiem per le vittime della mafia", eseguita nella Cattedrale di Palermo ad un anno esatto dalla strage di Capaci.
Nel mese di ottobre 2002 assieme alla cantautrice Elisa viene rappresentata al Teatro Massimo di Palermo Ellis Island, un'opera musicale sul tema dell'immigrazione, con musiche di Giovanni Sollima, la regia di Marco Baliani, la direzione musicale di Todd Reynolds e i testi di Roberto Alajmo.
Nel 2007 realizza insieme con l'animatore Lasse Gjertsen il videoclip in 2 parti "Sogno ad Occhi Aperti (Daydream)".
Nel 2012 fonda insieme al violoncellista Enrico Melozzi il progetto 100 Cellos, un ensemble composta da un centinaio di violoncelli che ha come scopo la diffusione della cultura musicale, con cui tiene concerti in Italia, Ungheria e Giappone.
Nel 2013 e nel 2014 è direttore artistico e maestro concertatore del festival salentino della Notte della Taranta.
Compone la Suite per violoncello e orchestra Terra di Variazioni, da cui è estratto l'inno di Expo 2015.
Suona un violoncello Francesco Ruggieri fatto a Cremona nel 1679.

## Musica per ensemble da camera
- Musica per sonar a più stromenti dialogando fra antica et moderna (1979)
- Notturno (1980)
- Maithuna (1981)
- Orgy (1982)
- Tantra (1983)
- La forza che urgendo nel verde calamo guida il fiore da Dylan Thomas (1985)
- La luna (1986)
- Variazioni su un plastico (1986)
- 4 opere di Andy Warhol (1987)
- 6 capricci (1987)
- Flowers (1987)
- Primo frammento da "Empedocle" testo di Michele Perriera (1989)
- Siciliana con variazione (1989)
- E gli alberi germinarono, e gli uomini e le donne... (1990)
- In Si (1991)
- Match Suite (1991)
- Segno in memoria delle vittime della strage di Capaci (1992)
- Africa, quintetto per 2 violini, viola e 2 violoncelli (1992)
- Anno uno in memoria delle vittime di via D'Amelio (1993)
- Violoncelles, vibrez! versione per 6 Violoncelli (1993)
- Heimat-terra (1993)
- The Songlines (1993)
- Angeli nel vulcano (1994)
- A gift (1994)
- Spasimo (1995)
- Sento il canto in curva (1995)
- Il Tracciato di Marta (1995)
- Voyage (1995)
- John Africa (1996)
- Studio per Aquilastro (1997)
- Chi è (1997)
- Lam (1997)
- Yafù (1997)
- Aquilarco testo di Christopher Knowles (1997-98)
- Lamentatio (1998)
- Pasolini fragments (1998)
- Reperto n. 12 da un frammento di Schubert (1998)
- S'ota love dance (1998)
- A view from the bottom testo di Mumia Abu Jamal (1998)
- Concerto rotondo (1998)
- I canti (1998)
- The meetings of the waters (1999)
- Millennium Bug (1999)
- Intersong I (1999)
- Subsongs (1999)
- L'interpretazione dei sogni (1999)
- Leonardo's ornithoptherus (1999)
- Alone (1999)
- Hell (2000)
- Contrafactus (2000)
- Il Tracciato (2000)
- Viaggio in Italia testi di Michelangelo Buonarroti, Giordano Bruno, Francesco Borromini (2000)
- Intersong II (2001)
- J. Beuys Song (2001)
- Vram testo di Alessandro Baricco (2002)
- Pillole (2002)
- Bêri (2002)
- Terra Aria da "B song" (2003)
- Terra Danza da "B song" (2003)
- Cello Tree da "B song" (2003)

## Lavori per orchestra, solisti e orchestra, coro e orchestra
- Concerto grosso (1976)
- I concerto per archi (1978)
- II concerto per archi (1979)
- Raccapriccio (1979)
- Le Paradis Submergé (1981)
- Due Notturni (1984)
- Musivum (1987)
- Le notti bianche (1988)
- The Columbus Egg (1990)
- In si versione per Jazz Band (1991)
- Concerto per violoncello (1992)
- Africa (1992)
- Agnus Dei (1993)
- Violoncelles, vibrez! (1993)
- Sinfonia in luoghi aperti (1994)
- MW (1994)
- Angeli (1994)
- Adagio (1995)
- Cartolina (1995)
- Aria in rosso (1996)
- Lam & Dan (1998)
- All the W (1998)
- Guitar chemistry (1999)
- Alleluja (1999)
- Casanova (2000)
- Canti rocciosi testi di Dino Buzzati, Dante Alighieri, Ernest Hemingway e rime popolari in siciliano, italiano e ladino (2001)
- Contrafactus (2001)
- Tempeste e ritratti (2001)
- Istoria di Sant’Agata libretto di Filippo Arriva[8] (2023)

## Lavori per il teatro
- Match (1990)
- Cordelia & co. (1991)
- 3 pezzi per "Il sogno spezzato di Rita Atria" (1993)
- 3 pezzi per "Pippo Fava" (1994)
- I Pavoni (1997)
- Elettra di Sofocle - Inda, Siracusa (2025)

## Lavori per violoncello solo
- Lamentatio
- Concerto Rotondo
- Daydream (Sogno ad occhi aperti)

## Installazioni
- Imagining Prometheus (2003)
- Luminaria (2003)
- N-Ice Cello - Storia del violoncello di ghiaccio (2020)[9]

## Opere e lavori per balletto
- Notti di Grazia (1991) - Melodramma in un atto, libretto di Dario Oliveri
- Mittersill 101 variazioni sul caso Anton Webern (1996) - Video opera, testo di Dario Oliveri da Goethe
- Cenerentola Azzurro (1994) - Testo di Dario Oliveri
- Casanova (2000) - Coreografia di Karole Armitage
- Matteo Ricci — Li Madou (2001) - Melologo, testo di Filippo Mignini (con Ruggero Raimondi ed il compositore al violoncello nell'Abbazia di San Firmano a Montelupone per lo Sferisterio di Macerata)
- J. Beuys song (2001) - Coreografia di Carolyn Carlson
- Ellis Island (2002) - Opera in 2 atti, libretto di Roberto Alajm
- Caravaggio (2004) - Commissionato dal Balletto Teatro di Torino

## Discografia
- Aquilarco - Polygram Records - #462546 (1998)
- Spasimo - Agora - #216 (2000)
- John Africa in "La formula del fiore" - Sensible Records: SSB 012, (1999)
- Viaggio in Italia - Agorà (AG 259) (2000)
- Violoncelles, vibrez! - Label: Agorà: AG 155. (1998)
- Tracing Astor: Gidon Kremer Plays Astor Piazzolla - Nonesuch: 79601 (2001)
- Canti rocciosi - I Suoni delle Dolomiti (2001)
- Works - Sony Music: DED 519769 2 (2005)
- We were trees - Sony/BGM 88697314382  (2008)
- Astrolabioanima - Odd Times Record: OTR 001  (2008)
- Caravaggio - Egea Music/Sonzogno (2012)
- Onyricon - Decca Black/Universal (2015)
- Sollima: Natural Songbook - Warner Music (2019)